# Tatum (Texas)
Tatum è una città degli Stati Uniti d'America, situata nello Stato del Texas, nella Contea di Rusk e in parte nella Contea di Panola.